# Caspar Richter
Caspar Richter (* 16. September 1944 in Lübeck; † 2. Februar 2023) war ein deutscher Dirigent.

## Biografie
Richter wurde als Sohn des Pfarrers der Hauptkirche St. Aegidien geboren und bekam als 5-Jähriger Klavierunterricht. Er sang in der Lübecker Knabenkantorei und erhielt Orgelunterricht bei Manfred Kluge. 1964 legte er das Abitur am Gymnasium Katharineum ab.
An der Musikhochschule Hamburg studierte er Dirigieren, Klavier, Schlagzeug und Komposition und initiierte die Ensembles für Neue Musik sowie die Hamburger Kammeroper. 1969 wurde er von Lorin Maazel an die Deutsche Oper Berlin verpflichtet. Ab 1972 dirigierte er dort vornehmlich zeitgenössische Opern, darunter Komponisten wie Boris Blacher, Gottfried von Einem, Hans Werner Henze, Luigi Dallapiccola, Antonio Bibalo und Aribert Reimann. Richter leitete auch die Uraufführung von Toshirō Mayuzumis Oper Kinkakuji sowie Klassiker der Moderne wie Moses und Aron und Wozzeck. Als Korrepetitor und Studienleiter arbeitete er u. a. mit Karl Böhm, Eugen Jochum, Bruno Maderna, Herbert von Karajan, Giuseppe Sinopoli, Michael Gielen zusammen.
Richter dirigierte auch im RIAS und die Kinderkonzerte der Berliner Philharmoniker. Er brachte neue Arrangements von Operetten Jacques Offenbachs heraus. 1982 leitete er die deutsche Erstaufführung von Leonard Bernsteins Mass, wurde dann aber an die Wiener Staatsoper engagiert (Generalmusikdirektor: Lorin Maazel). Dort dirigierte er modernes Repertoire und vielfach auch Ballette, aber auch an der Volksoper. Richter gründete 1987 das Orchester der Vereinigten Bühnen Wien und fungierte als langjähriger Chefdirigent ebendort. In dieser Rolle leitete er Ur- und Erstaufführungen von Musicals.
Zeitgleich trat Richter in Tschechien als Dirigent von sinfonischer Musik und Chefdirigent der Oper Brünn in Erscheinung. Auch als Dirigent von Gustav Mahlers 6. Symphonie in Toblach gastierte Richter mit der Philharmonie Brünn.
In seinen letzten Lebensjahren war Caspar Richter als Leiter der Masterclass für Chor und Ensembleleitung an der JAM Music Lab University und der Gulda School of Music tätig.
Bis knapp vor seinem plötzlichen Tod arbeitete er an seiner Autobiografie, die posthum mit Erinnerungen künstlerischer Weggefährten ergänzt publiziert wurde.

## Ehrungen, Mitgliedschaften
- 2008: Goldenes Ehrenzeichen für Verdienste um das Land Wien
- Österreichisches Ehrenkreuz für Wissenschaft und Kunst I. Klasse der Republik Österreich